# Simon de Cramaud
Simon de Cramaud (Castelo de Cramaud, 1345 – Poitiers, 15 de dezembro de 1422) foi um canonista e cardeal francês da Igreja Católica, que foi Patriarca Latino de Alexandria.

## Biografia

### Vida inicial
Inicialmente, estudou em Orléans e mais tarde na Universidade de Paris, onde obteve licenciatura em direito em 1369 e doutorado em 1375. Alcançou a reputação de excelente canonista.
Écolâtre da catedral de Orléans, foi mestre de pedidos do rei Carlos VI da França, nomeado em 21 de dezembro de 1380; ao mesmo tempo, foi nomeado chanceler de João de Berry, irmão do rei da França. O duque de Berry o nomeou juiz e conservador de três sénéchaussées judeus de Languedoc em 16 de junho de 1382. Torna-se abade commendatario do mosteiro Notre-Dame la Grande em Poitiers. Em 16 de abril de 1388 é eleito cônego do capítulo da Igreja de Saint-Martin de Tours. Ele assinou o ato matrimonial do duque de Berry com Jeanne, condessa de Auvergne e Bourgogne em 5 de junho de 1389.

### Episcopado
Eleito bispo de Agen em 30 de maio de 1382. Transferido para a sé de Béziers, em 7 de agosto de 1383, tomou posse da sé por procuração em 2 de setembro de 1383 e entrou na sé em uma cerimônia solene em 16 de maio de 1384. Transferido para a Diocese de Poitiers em 24 de novembro de 1385. Foi promovido à sé metropolitana de Sens pelo Antipapa Clemente VII em 27 de maio de 1390, mas a transferência não ocorreu. Nomeado Patriarca Latino de Alexandria e administrador apostólico de Avignon em 17 de março de 1391 e foi nomeado administrador perpétuo de Carcassone pelo Antipapa Bento XIII em 19 de setembro de 1391, ocupando o posto até 2 de julho de 1409.
Ele se esforçou pela extinção do cisma na Assembleia do Clero em Paris de 17 de dezembro de 1394 até 2 de fevereiro de 1395, em que foi nomeado presidente da Assembleia. Em 1395, os doutores da Universidade de Paris o delegaram para ir ao rei Carlos VI da França em Perpignan para fazer o monarca ver a necessidade de suprimir as atividades do antipapa Bento XIII. De julho a novembro de 1395, ele foi, com outros delegados, à Inglaterra para convencer o rei Ricardo III da necessidade de adotar a via cessionis para acabar com o cisma. No ano seguinte, 1396, ele foi a Aragão e Castela, com o mesmo propósito, em uma embaixada da qual Gilles Deschamps, futuro cardeal, também participou; eles retornaram em setembro daquele ano.
Em março de 1398, ele participou de outra Assembleia com o Imperador Venceslau, os Reis Carlos VI da França e Carlos III de Navarra, e os príncipes e primeiros senhores do reino; ele foi convidado a sentar-se à mesa com os três monarcas e o rei e os bispos da França delegaram o Patriarca Cramaud para ir a Marselha para pedir ao Antipapa Bento XIII que abdicasse, mas a missão não teve sucesso e ele escreveu um tratado sobre o cisma demonstrando a necessidade de recusar a obediência ao antipapa, em 22 de maio de 1398. O Rei Carlos VI convocou uma assembleia de numerosos prelados e doutores, que foi aberta pelo Patriarca Cramaud com um discurso em francês explicando tudo o que havia acontecido desde a morte do Antipapa Clemente VII e concluindo com a recusa de obediência ao Antipapa Bento XIII; uma segunda assembleia, celebrada em julho, decidiu suspender todos os benefícios e o exercício da autoridade do antipapa e dois comissários foram enviados pela assembleia para transmitir ao antipapa o que havia sido resolvido. O Antipapa Bento XIII os recebeu e indicou que pretendia morrer "um papa".

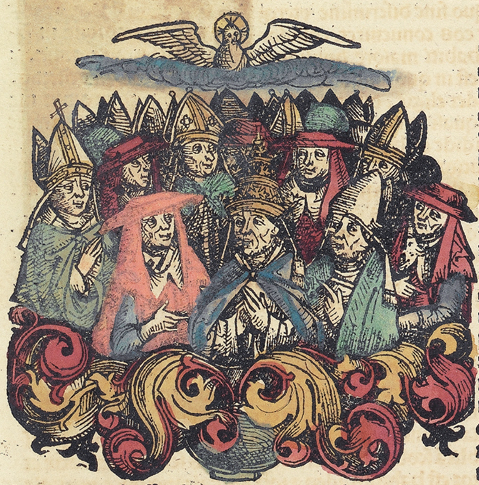
Ilustração sobre o Concílio de Pisa na Crônica de Nuremberg. 1493.

Em maio de 1400, ele foi enviado à Dieta de Frankfurt e em outubro daquele ano, para Veneza. Em junho de 1401, ele foi enviado para a Dieta de Metz. Outra Assembleia do Clero se reuniu entre novembro de 1406 e janeiro de 1407, nomeando o Patriarca Cramaud chefe de uma embaixada ao Antipapa Bento XIII e ao Papa Gregório XII, para pedir que apresentassem suas renúncias. O patriarca se encontrou com o antipapa em 10 de maio de 1407 e com o papa no mês seguinte de julho;, mas todas as negociações foram infrutíferas. Participou do Concílio de Pisa, que foi aberto em 26 de março de 1409 e foi seu segundo presidente, depois do Cardeal Guy de Malesec; ele anunciou a deposição do Papa Gregório XII e do Antipapa Bento XIII em 5 de junho. Promovido à sé metropolitana de Reims pelo novo Papa Alexandre V em 2 de julho de 1409, tomou posse da sé no dia 15 de dezembro seguinte. Após a morte do Papa Alexandre V em 3 de maio de 1410, o arcebispo Cramaud continuou na obediência de Pisa, aliando-se ao Antipapa João XXIII.

### Cardinalato
Foi criado cardeal em 13 de abril de 1413 por João XXIII, recebendo o título de cardeal-presbítero de São Lourenço em Lucina, em 12 de maio seguinte.
Participou do Concílio de Constança e em 14 de abril de 1417, ele pronunciou o sermão "Libera, Deus Israel, ex omnibus tribulationibus suis Ecclesiam".
Após a eleição do Papa Martinho V, teve confirmada as dignidades e benefícios. Ele deixou Constança em 17 de dezembro de 1417 para retornar à França. Ele fundou uma escola de seis clérigos em Poitiers em 2 de julho de 1421. O cardeal preparou seu testamento em 11 de março de 1422.
Faleceu em 19 de janeiro de 1423, em Poitiers. Foi enterrado em um túmulo de mármore, sob um arco atrás do coro, na catedral de Saint-Pierre de Poitiers; mais tarde, sua efígie em alabastro foi colocada sobre o túmulo, mas as estátuas do túmulo foram destruídas pelos huguenotes em 1562 e o resto foi destruído durante a Revolução Francesa, restando uma inscrição em caracteres góticos em uma pedra pintada de preto, cujos fragmentos foram redescobertos em 1858.